# Lovehunter
Lovehunter is het derde studioalbum van Whitesnake. Voor het eerst wist Whitesnake dan wel Coverdale een album op te nemen met dezelfde samenstelling als het vorige album. Maar er waren nu andere problemen. De expliciete platenhoes van Chris Achilleos waarin een naakte vrouw wijdbeens een slang berijdt ging sommigen te ver en dat leidde ertoe dat Achilleos zich voorlopig niet meer met platenhoezen inliet. Later werd het origineel ook nog van hem gestolen.
Long way from home werd als eerste Whitesnake-single uitgebracht, haalde de Britse singlelijst, maar wel in de onderste regionen. Een week op plaats 64 en een op 55 in november 1979 was haar lot.  

## Musici
- David Coverdale – zang
- Micky Moody, Bernie Marsden – gitaar, achtergrondzang
- Neil Murray – basgitaar
- Jon Lord – toetsinstrumenten
- Dave Dowle – slagwerk (hij vertrok na de tournee naar Midnight Flyer)

## Muziek
| Nr. | Titel                                                   | Duur |
| --- | ------------------------------------------------------- | ---- |
| 1.  | Long way from home (Coverdale)                          | 4:55 |
| 2.  | Walking in the shadow of the blues (Coverdale, Marsden) | 4:23 |
| 3.  | Help me thro’ the day (Leon Russell)                    | 4:39 |
| 4.  | Medicine man (Coverdale)                                | 4:00 |
| 5.  | You ‘n’ me (Coverdale, Marsden)                         | 3:28 |
| 6.  | Mean business (Whitesnake)                              | 3:45 |
| 7.  | Lovehunter (Coverdale, Marsden, Moody)                  | 5:36 |
| 8.  | Outlaw (Coverdale, Lord, marsden)                       | 4:02 |
| 9.  | Rock ‘n’ roll women (Coverdale)                         | 4:45 |
| 10. | We wish you well (Coverdale, Moody)                     | 1:36 |

### Hitnotering
Het album haalde de Britse albumlijst, in Nederland en België was daarvan geen sprake.
| Hitnotering: 13-10-1979 t/m 17-11-1979 | Hitnotering: 13-10-1979 t/m 17-11-1979 | Hitnotering: 13-10-1979 t/m 17-11-1979 | Hitnotering: 13-10-1979 t/m 17-11-1979 | Hitnotering: 13-10-1979 t/m 17-11-1979 | Hitnotering: 13-10-1979 t/m 17-11-1979 | Hitnotering: 13-10-1979 t/m 17-11-1979 | Hitnotering: 13-10-1979 t/m 17-11-1979 |
| Week:                                  | 1                                      | 2                                      | 3                                      | 4                                      | 5                                      | 6                                      |                                        |
| -------------------------------------- | -------------------------------------- | -------------------------------------- | -------------------------------------- | -------------------------------------- | -------------------------------------- | -------------------------------------- | -------------------------------------- |
| Positie:                               | 29                                     | 46                                     | 39                                     | 42                                     | 55                                     | 66                                     | uit                                    |

Bij uitgifte op compact disc verscheen in eerste instantie alleen de langspeelplaat, maar later werden er bonustracks bijgeperst.